# Saut à la perche masculin aux Jeux olympiques d'été de 2020
Pour des articles plus généraux, voir Athlétisme aux Jeux olympiques d'été de 2020 et Saut à la perche aux Jeux olympiques.
Navigation
Rio 2016 Paris 2024
L'épreuve du saut à la perche masculin aux Jeux olympiques de 2020 se déroule les 31 juillet et 3 août 2021 au Stade olympique national de Tokyo, au Japon.

## Records
Avant cette compétition, les records dans cette discipline étaient les suivants : 
| Record du monde  | Armand Duplantis (SWE)     | 6,18 m | Glasgow        | 15 février 2020 |
| Record olympique | Thiago Braz da Silva (BRA) | 6,03 m | Rio de Janeiro | 15 août 2016    |

## Résultats

### Finale
| Rang               | Athlète              | Pays            | 5,55 | 5,70 | 5,80 | 5,87 | 5,92 | 5,97 | 6,02 | 6,19 | Marque | Notes |
| ------------------ | -------------------- | --------------- | ---- | ---- | ---- | ---- | ---- | ---- | ---- | ---- | ------ | ----- |
| Médaille d'or      | Armand Duplantis     | Suède           | o    | —    | o    | —    | o    | o    | o    | xxx  | 6,02 m |       |
| Médaille d'argent  | Chris Nilsen         | États-Unis      | o    | o    | xo   | o    | xo   | o    | xxx  |      | 5,97 m | PB    |
| Médaille de bronze | Thiago Braz da Silva | Brésil          | o    | xo   | xo   | o    | xxx  |      |      |      | 5,87 m | SB    |
| 4                  | Emmanouíl Karalís    | Grèce           | o    | o    | o    | xxx  |      |      |      |      | 5,80 m | =PB   |
| 4                  | KC Lightfoot         | États-Unis      | o    | o    | o    | xxx  |      |      |      |      | 5,80 m |       |
| 6                  | Piotr Lisek          | Pologne         | o    | x–   | o    | xxx  |      |      |      |      | 5,80 m |       |
| 7                  | Harry Coppell        | Grande-Bretagne | o    | xo   | xo   | xxx  |      |      |      |      | 5,80 m | SB    |
| 8                  | Renaud Lavillenie    | France          | —    | o    | —    | x–   | xx   |      |      |      | 5,70 m |       |
| 9                  | Oleg Zernikel        | Allemagne       | xo   | o    | xxx  |      |      |      |      |      | 5,70 m |       |
| 10                 | Ersu Şaşma           | Turquie         | o    | xo   | xxx  |      |      |      |      |      | 5,70 m |       |
| 11                 | Bo Kanda Lita Baehre | Allemagne       | o    | xxo  | xxx  |      |      |      |      |      | 5,70 m |       |
| 11                 | Ernest Obiena        | Philippines     | o    | xxo  | xxx  |      |      |      |      |      | 5,70 m |       |
| 13                 | Menno Vloon          | Pays-Bas        | o    | xxx  |      |      |      |      |      |      | 5,55 m |       |
| —                  | Kurtis Marschall     | Australie       | xxx  |      |      |      |      |      |      |      | NM     |       |

### Qualifications
Qualification : 5,80 m (Q) ou les 12 meilleures performances (q).
| Rang | Groupe | Athlète                | Pays            | 5,30 | 5,50 | 5,65 | 5,75 | Marque | Notes |
| ---- | ------ | ---------------------- | --------------- | ---- | ---- | ---- | ---- | ------ | ----- |
| 1    | B      | Bo Kanda Lita Baehre   | Allemagne       | –    | o    | o    | o    | 5,75   | q     |
| 1    | B      | Christopher Nilsen     | États-Unis      | –    | o    | o    | o    | 5,75   | q     |
| 3    | B      | Armand Duplantis       | Suède           | o    | xo   | o    | o    | 5,75   | q     |
| 3    | A      | KC Lightfoot           | États-Unis      | –    | xo   | o    | o    | 5,75   | q     |
| 5    | A      | Kurtis Marschall       | Australie       | –    | o    | xxo  | o    | 5,75   | q     |
| 6    | A      | Renaud Lavillenie      | France          | –    | xxo  | xo   | o    | 5,75   | q     |
| 7    | B      | Menno Vloon            | Pays-Bas        | o    | o    | o    | xo   | 5,75   | q     |
| 8    | B      | Thiago Braz da Silva   | Brésil          | –    | xo   | o    | xo   | 5,75   | q     |
| 8    | A      | Emmanouíl Karalís      | Grèce           | o    | o    | xo   | xo   | 5,75   | q, SB |
| 10   | A      | Ernest Obiena          | Philippines     | –    | o    | o    | xxo  | 5,75   | q     |
| 11   | B      | Piotr Lisek            | Pologne         | –    | o    | xxo  | xxo  | 5,75   | q     |
| 12   | B      | Harry Coppell          | Grande-Bretagne | o    | o    | o    | xxx  | 5,65   | q     |
| 12   | B      | Ersu Şaşma             | Turquie         | o    | o    | o    | xxx  | 5,65   | q     |
| 12   | A      | Oleg Zernikel          | Allemagne       | –    | o    | o    | xxx  | 5,65   | q     |
| 15   | A      | Robert Sobera          | Pologne         | –    | x–   | o    | xxx  | 5,65   |       |
| 16   | A      | Augusto Dutra          | Brésil          | o    | o    | xo   | xxx  | 5,65   |       |
| 17   | A      | Valentin Lavillenie    | France          | o    | o    | xxo  | xxx  | 5,65   |       |
| 18   | B      | Ben Broeders           | Belgique        | –    | xo   | xxo  | xxx  | 5,65   |       |
| 19   | B      | Matt Ludwig            | États-Unis      | o    | o    | xxx  | NC   | 5,50   |       |
| 19   | A      | Minsub Jin             | Corée du Sud    | o    | o    | xxx  | NC   | 5,50   |       |
| 21   | B      | Bokai Huang            | Chine           | xo   | o    | xxx  | NC   | 5,50   | SB    |
| 22   | B      | Konstadínos Filippídis | Grèce           | o    | xo   | xxx  | NC   | 5,50   |       |
| 22   | B      | Ethan Cormont          | France          | o    | xo   | xxx  | NC   | 5,50   |       |
| 24   | A      | Sondre Guttormsen      | Norvège         | –    | xxo  | x–   | NC   | 5,50   |       |
| 25   | A      | Torben Blech           | Allemagne       | o    | xxx  | NC   | NC   | 5,30   |       |
| 25   | A      | Maseki Ejima           | Japon           | o    | xxx  | NC   | NC   | 5,30   |       |
| 25   | B      | Seito Yamamoto         | Japon           | o    | xxx  | NC   | NC   | 5,30   |       |
| 28   | A      | Pawel Wojciechowski    | Pologne         | xo   | xxx  | NC   | NC   | 5,30   |       |
| —    | A      | Claudio Michel Stecchi | Italie          | xxx  | NC   | NC   | NC   | NM     |       |
| —    | B      | Germán Chiaraviglio    | Argentine       | NC   | NC   | NC   | NC   | DNS    |       |

## Légende
Records et Performances
- AR : Record continental (area record)
- CR : Record des championnats (championship record)
- MR : Record du meeting (meet record)
- NR : Record national (national record)
- OR : Record olympique (olympic record)
- PR : Record paralympique (paralympic record)
- PB : Record personnel (personal best)
- SB : Meilleure performance personnelle de la saison (season's best)
- WL : Meilleure performance mondiale de l'année (world leader)
- WJR : Record du monde junior (world junior record)
- WR : Record du monde (world record)

Circonstances et Conditions
- DNF : N'a pas terminé (did not finish)
- DNS : N'a pas pris le départ (did not start)
- DQ : Disqualification (disqualification)
- NM : Aucun essai valable enregistré (No Mark)
- Q : Qualifié « directement » au prochain tour (ou à la prochaine compétition), lors d'une compétition majeure, grâce au classement ou à la réalisation des minima (automatic qualifier)
- q : Qualifié au prochain tour (ou à la prochaine compétition), lors d'une compétition majeure, grâce au repêchage ou à la réalisation de l'une des meilleures performances parmi celles des « non qualifiés directement » (grâce au meilleur temps ou à la meilleure distance par exemple) (secondary qualifier)